# Слейтер, Эдвард Чарльз
Эдвард Чарльз Слейтер (англ. Edward Charles Slater; 16 января 1917 — 26 марта 2016) — биохимик австралийского происхождения. Известен благодаря своей работе в области биоэнергетики: открыл железно-серный белок электрон-транспортной цепи (ЭТЦ), названный фактором Слейтера, сформулировал гипотезу механизма реакции окислительного фосфорилирования, которая в течение нескольких лет была преобладающей в биохимии, но затем была заменена хемиосмотической гипотезой Митчелла.

## Биография
Эдвард Слейтер родился и вырос в Мельбурне, в достаточно обеспеченной семье, его отец был инженером Викторианской железной дороги. Химией заинтересовался в школе, во многом благодаря своему учителю химии Тэму Хендерсону, который также заведовал школьным журналом и прививал ученикам навыки написания текстов.
Окончив школу с хорошими оценками, Слейтер легко поступил в Мельнбурнский университет. Интересующей его специальности инженера-химика в университете не обучали, так что он выбрал курсы химии и инженерного дела. Быстро поняв, что инженерия его не интересует, сосредоточился на химии, особенно на органической. Выполняя одну из лабораторных работ в курсе органической химии по определению витамина А в печени рыб, он написал свою первую научную статью. После окончания университета в 1939 году Слейтер хотел переехать в Европу, так как в Австралии в то время не было возможности получить докторскую степень по химии, но началась Вторая мировая война, и он начал свою работу в Канберрском анатомическом институте. Там он определял содержание витаминов в еде. В 1942-1943 годах сотрудничал с лабораторией химической защиты, где участвовал в производстве БАЛа (британского антилюизита). Затем вновь вернулся в Канберру и продолжил исследовать содержание витаминов в солдатских пайках.
После окончания войны вместе со своей женой Мерион переехал в Кембридж, где с 1946 по 1949 год работал в лаборатории члена Лондонского королевского общества Дэвида Кейлина. Здесь Слейтер прошел общий курс по биохимии и начал работу с ферментом сукцинатдегидрогеназой и открытым Кейлином цитохромом. В ходе исследования реакции окисления сукцината открыл компонент ЭТЦ, названный фактором Слейтера. В 1949 году защитил докторскую диссертацию.
После защиты он мечтал вернуться в Австралию и заниматься наукой там, но устраивающей его должности не находилось, так что в 1949 году он поступает на работу в Рокфеллеровский университет в Нью-Йорке в лабораторию Северо Очоа. Здесь он продолжает изучать окислительное фосфорилирование.
В 1950 году Слейтер возвращается в Кембридж, где продолжает работу с Кейлином; становится членом Агрокультурного исследовательского совета. Он продолжает исследования в области ферментативной кинетики и митохондриального метаболизма. В этот период он выдвигает свою гипотезу о механизме окислительного фосфорилирования.
В 1955 году Слейтеру поступило предложение из Амстердама сменить Б.К.П. Янсена на посту профессора физиологической химии (устаревшее название биохимии). Он согласился и переехал в Амстердам. Здесь он исследовал ферменты митохондриальную АТФазу и глицеральдегидфосфатдегидрогеназу; дополнил свою гипотезу механизма окислительного фосфорилирования ещё одним промежуточным соединением, изучал синтез белка в митохондриях. В 1964 году был избран членом химического отдела Королевской академии наук и искусств Нидерландов, а также был назначен секретарем новой премии Хайнекена.
После ухода из Амстердамского университета в 1985 году на пенсию он не прекратил заниматься наукой и преподаванием, переехал в Лимингтон на юге Англии и стал почетным профессором Саутгемптонского университета.

## Научная деятельность

### Ранний период в Австралии
После окончания Мельнбурнского университета работал в Канберрском анатомическом институте над определением содержания витаминов в продуктах питания. Витамин B1 (тиамин) определял тиохромным методом, который был разработан Барендом Конрадом Петрусом Янсеном. Во время Второй мировой войны изучал и синтезировал БАЛ (британский антилюизит), представлявший собой смесь дитиола и димеркаптопропанола, эта работа повлияла на его дальнейшие исследования. Когда риски использования химического оружия снизились, Слейтер вернулся в Канберру, где продолжил исследования питательных веществ. Изначально работа состояла в определении содержания витаминов в рационе солдатских пайков, как говорил в интервью 1992 года сам Слейтер, это была «глупая и совершенно бесполезная работа». Однако он с удовольствием описывает эксперимент, в котором сам был в роли подопытной мыши. Слейтер полагал, что сульфонамиды, щедро раздаваемые солдатам для борьбы с инфекциями, мешают усвоению тиамина. Чтобы это проверить, он, хоть и без удовольствия, но ел солдатские пайки, параллельно принимая сульфонамид. Результат эксперимента был положительный: употребление сульфонамидов существенно увеличивало выведение тиамина из организма. После войны эти результаты были опубликованы в Nature. Позже Слейтер и Кратцинг, проводя эксперименты над крысами, обнаружили, что сульфонамиды подавляли работу щитовидной железы. Из-за замедления обмена веществ снижалась потребность в тиамине, что приводило к выведению излишков из организма. Слейтер пишет: «хотя результаты этих протяженных во времени экспериментов не имели или почти не имели значения, но я никогда не писал столь удовлетворительной для себя работы, когда в столь сжатых условиях я полностью разрешил проблему, используя себя самого в качестве подопытного животного».

### Первый период работы в Кембридже (1946-1949) и фактор Слейтера
В лаборатории Девида Кейлина первым проектом Слейтера было изучение ингибирования реакции окисления сукцината сукцинатдегидрогеназой при помощи дисульфида глутатиона. Изучая эту реакцию, он использовал препараты, полученные Кейлином и Хартри из сердечных мышц (теперь известно, что препарат содержал фрагменты внутренней митохондриальной мембраны). Слейтер обнаружил, что глутатион значительно сильнее ингибирует окисление сукцината, а БАЛ ингибирует реакцию еще сильнее. Так Слейтер пришел к своему первому открытию – БАЛ ингибирует не саму сукцинатдегидрогеназу, а окисление сукцината в электрон-транспортной цепи (ЭТЦ). Блокировался неизвестный компонент ЭТЦ, долгое время известный впоследствии как «фактор Слейтера». После первой своей публикации на тему фактора Слейтера он следующие два года тщательно изучает окисление сукцината и НАДН в ЭТЦ, а также проводит дополнительные эксперименты для подтверждения того факта, что был открыт новый компонент ЭТЦ и исключения любой возможности, что БАЛ-зависимость фактора – случайность. Его работы за этот период публикуются в серии статей в журнале Biochemical Journal, с тех пор Слейтер – признанный эксперт по ЭТЦ. Но в концепции электрон-транспортной цепи Слейтера того времени все еще не хватало нескольких компонентов. Наиболее досадным упущением для него было игнорирование цитохрома c1, так как он просто не верил доказательствам его существования.

### Нью-Йорк
В 1949 году Слейтер приезжает в Нью-Йорк, где в Рокфеллеровском университете приступает к изучению окислительного фосфорилирования в лаборатории председателя фармакологического подразделения Нью-Йоркского университета Северо Очоа. Российский ученый Владимир Энгельгардт ранее открыл реакцию окислительного фосфорилирования, а Ленинджер затем доказал, что этот процесс катализируется выделенными митохондриями. Слейтер продолжил эксперименты Очоа с препаратами гомогенизированных крысиных сердец для изучения окислительного фосфорилирования.

### Второй период работы в Кембридже (1950-1955)
Став членом Агрокультурного исследовательского совета (ARC), Слейтер продолжил работу в лаборатории Кейлина на независимой должности. В соавторстве с Уолтером Боннером Слейтер опубликовал подробное исследование ингибирования сукцинатдегидрогеназы фосфофторорганическими соединениями, в ней они описали улучшенную методику измерения ферментативной активности. В сотрудничестве с Клиландом Слейтер разработал методику выделения стабильных митохондрий из клеток сердечной мышцы, что стало возможным благодаря добавлению ЭДТА в изолирующую среду. ЭДТА связывало ионы Ca2+, которые в противном случае были бы поглощены митохондрией. Использование стабильных митохондрий позволило Слейтеру и Холтону точно измерить отношение фосфат/кислород (P/O ratio) в реакции окисления 2-оксоглутарата митохондрией сердца. Полученное значение, равное трем, отличалось от значений в других исследованиях. Работая со Стэном Льюисом, Слейтер изучал митохондрии мясных мух и доказал, что эти митохондрии способны катализировать реакцию окислительного фосфорилирования, в то время как более ранние работы других ученых сообщали об обратном. Эта работа натолкнула Слейтера на предположение о механизме окислительного фосфорилирования, который в дальнейшем будет называться химической гипотезой. Он предложил следующие уравнения реакций:
{\displaystyle {\ce {AH2 + B + C <-> A-C + BH2}}}
{\displaystyle {\ce {A-C + Pi + ADP <-> A + C + ATP}}}
AH2 и B – сопряженные звенья в ЭТЦ, С участвует в окислительно-восстановительной реакции и остается ковалентно связанным с А в виде высокоэнергетического соединения, которое далее участвует в синтезе АТФ. Это соединение A–C гидролизуется динитрофенолом, что и использовал Слейтер для отделения реакций в ЭТЦ от связанного с ними фосфорилирования. Статья в журнале Nature, в которой Слейтер описал свою гипотезу, стала самой известной его статьей, а на этой гипотезе основана большая часть его последующих исследований.

### Период работы в Амстердаме (1955-1985)
В Амстердаме Слейтер продолжил свои исследования механизма реакции окислительного фосфорилирования. Поначалу у него не было подходящего оборудования для проведения сложных экспериментов, поэтому он выбрал объектом исследований митохондриальную АТФазу, активность которой было легко измерить. Первые эксперименты в Амстердаме проводились исходя из предположения, что во внутренней митохондриальной мембране существует три вида АТФаз, но оно не было экспериментально подтверждено. Однако, эксперименты Слейтера показали, что ингибиторы из ЭТЦ не влияют на активность АТФазы, и в гипотезу Слейтера о механизме окислительного фосфорилирования следует включить еще одно промежуточное соединение:
{\displaystyle {\ce {AH2 + B + I <-> A-I + BH2}}}
{\displaystyle {\ce {A - I + X <-> A + X - I}}}
{\displaystyle {\ce {X - I + ADP + Pi <-> X + I + ATP}}}
Обозначенный интермедиат X–I чувствителен к веществам, прерывающим последовательность реакций окислительного фосфорилирования. Определение соединений A–I и X–I, необходимых для точного установления механизма реакции, будет являться основной темой исследований Слейтера. Начало положила работа постдока Джека Первиса (1958), в которой были найдены признаки, что A–I существует в виде НАД–I. Затем в своей работе Кэрел Ван Дам 1964 года доказал, что обнаружение НАД–I было ошибкой эксперимента. В то же время шла дискуссия между Слейтером и Митчеллом. Несколько ранее студенты Слейтера выяснили, что фосфорилирование сопряжено с конкретными этапами работы ЭТЦ. Не получившая должного внимания работа Коэна Хемкера 1962 года, в которой он опирался на результаты Слейтера, показала влияние pK и растворимости липидов на прерывание реакции соединениями гомологического ряда 2,6-динитро-4-алкилфенолов. Он пришел к выводу, что прерывающая активность определялась содержанием в митохондриальной мембране фенола, предполагая, что фенолы тормозят реакцию благодаря их способности к челночному переносу протонов через мембрану. Этот вывод согласовался с хемиосмотической теорией Митчелла, но шел вразрез с предположениями Слейтера.
В сотрудничестве с профессором педиатрии ван Кревельдом, открывшим ранее первую болезнь накопления гликогена, участвовал в проекте по изучению дефицита глюкозо-6-фосфатдегидрогеназы (G-6-PD) и болезням, связанным с накоплением гликогена.

## Слейтер против Митчелла
В 1961 году Питер Митчелл предложил свою хемиосмотическую гипотезу для объяснения механизма реакции окислительного фосфорилирования. Эта гипотеза постулировала, что перенос электронов по ЭТЦ создает градиент протонов, который стимулирует синтез АТФ. В теории Митчелла участвовала только неповрежденная мембрана; в нее не включались богатые энергией промежуточные продукты Слейтера.
Последующая конкуренция между хемиосмотической гипотезой и химической гипотезой Слейтера будет преобладать в биоэнергетике в 1960-х годах. В конце концов Митчелл одержит победу и получит Нобелевскую премию. Слейтеру потребовалось много времени, чтобы принять это. В 1967 году он написал в обзоре, что текущая версия гипотезы Митчелла «несостоятельна». Всё это продолжалось до 1977 года, когда Слейтер признал в обзоре с другими авторами, что гипотеза Митчелла была наилучшей рабочей гипотезой для объяснения механизма окислительного фосфорилирования, но он никогда не станет ее искренним сторонником. Выйдя на пенсию, Слейтер опубликовал подробный обзор существующих на данный момент представлений об энергетическом метаболизме, в котором также предложил новую «теорию столкновений» и в ней описал взаимодействия между ЭТЦ и комплексом АТФазы.

## Педагогическая деятельность
Слейтер станет самым влиятельным ученым-биохимиком в Нидерландах и доминирующей силой в формировании голландской биохимии во второй половине двадцатого века. Это было связано не только с его исключительными талантами ученого и организатора, но и с его способностью привлекать лучших студентов, аспирантов и коллег в академическую среду, вдохновлять и обучать их. Слейтер был твердо уверен в необходимости отношений учитель-ученик для подготовки качественных биохимиков. Студентам полагалось работать маленькими сплоченными группами над темой, выбранной их наставником. Благодаря такой системе было проще наблюдать за ходом работы, в этой среде наиболее успешные студенты вдохновляли менее выдающихся работать усерднее. Факт, что студенты развивались в очень узком биохимическом направлении, не особо тревожил Слейтера: «Хорошо разобравшись в узкой области науки и расширив существующие в ней границы знания, они смогут это повторить в совершенно других областях». Слейтер был склонен к спорам и имел твердую позицию. Его исключительное знание литературы и острый интеллект сделали его грозным соперником, а его настойчивость в научных дискуссиях была легендарной. Сессии симпозиумов бывали особо длительными, когда Слейтер встречался с достойными оппонентами в области биоэнергетики, такими как Бриттон Чанс или Питер Митчелл. Когда Слейтер критиковал эксперименты, он был вежлив, но прямолинеен, и он был нетерпим к ученым, которые не могли справиться с критикой или, что еще хуже, которые принимали критику своих экспериментов на свой личный счет.

## Увлечения, хобби
От отца Слейтер унаследовал любовь к мореплаванию, а позже совершал длительные путешествия по морям вокруг Нидерландов на собственной лодке со студентами и аспирантами в качестве экипажа. Также он любил лыжный спорт и катался на лыжах около своего дома в Швейцарии плоть до своих восьмидесяти лет.

## Почести и награды
- Медаль Брюссельского университета (Бельгия) (Medal of the University of Brussels (Belgium), 1956
- Приз Конинклийке Шелл (Koninklijke Shell Prize), 1961
- Член Королевской академии наук Нидерландов (Member of the Royal Netherlands Academy of Sciences), 1964
- Золотая медаль Университета Бари (Италия) (Gold Medal of the University of Bari (Italy), 1965
- Избранный член EMBO (Elected Member of EMBO), 1965
- Полувековая медаль Общества биологический химии (Нидерланды) (Half-century Medal of the Société de Chimie Biologique (Netherlands), 1966
- Пьер Брюланс Шари в области химии, Лувенский университет (Бельгия) (Pierre Bruylants Chari in Chemistry, University of Louvain (Belgium), 1969
- Медаль Университета Хельсинки (Финляндия) (Medal of the University of Helsinki (Finland), 1969
- Член Голландского общества наук (Нидерланды) (Member of the HollandscheMaatschappij van Wetenschappen (Netherlands), 1970
- Почетный член Американского общества биохимиков (Honorary Member of the American Society of Biological Chemists), 1971
- Корреспондент Королевской медицинской академии Бельгии (Correspondantétranger de l’Académie Royal de Médicine de Belgique), 1973
- Член-корреспондент Национальной академии точных, физических и естественных наук, Аргентина (Corresponding Member Academie Nacional de Ciencias Exactas, Fisicas y Naturales, Argentina), 1973
- Почетный член Японского биохимического общества (Honorary Member of the Japanese Biochemical Society), 1973
- Кейлинский лектор, Биохимическое общество (Keilin Lecturer, Biochemical Society), 1974
- Член-корреспондент Аргентинского биологического общества (Corresponding Member of the Sociedad Argentina de Biología), 1974
- Член Лондонского Королевского общества (Fellow of the Royal Society), 1975
- Иностранный член Шведской королевской академии наук (Foreign Member of the Royal Swedish Academy of Sciences), 1975
- Почетный доктор Университета Бари (Италия) (Honorary Doctor of the University of Bari (Italy), 1975
- Кавалер ордена Нидерландского льва (Knight in the Order of the Netherlands Lion), 1984
- Почетный член Британского биохимического общества (Honorary Member of the British Biochemical Society), 1987
- Почетный доктор Саутгемптонского университета (Великобритания) (Honorary Doctor of the University of Southampton (UK), 1995